# Phalacrocorax pelagicus
Il cormorano pelagico (Phalacrocorax pelagicus Pallas, 1811) è un uccello appartenente alla famiglia dei Falacrocoracidi diffuso lungo le coste settentrionali dell'oceano Pacifico.

## Descrizione
Lungo circa 68 cm, presenta testa verde bottiglia, mascherina facciale rosso vivo e un doppio pennacchio davanti e dietro la testa.

## Distribuzione e habitat
Vive lungo le coste dall'Alaska alla Baja California, nonché lungo quelle di Giappone, stretto di Bering e Siberia orientale.

## Tassonomia
Ne vengono riconosciute due sottospecie:
- P. p. pelagicus Pallas, 1811, diffusa sulle isole e lungo le coste del Pacifico settentrionale;
- P. p. resplendens Audubon, 1838, diffusa lungo le coste pacifiche dall'Alaska al Messico.